# Мирна (митологија)
Мирна или Мира (грч. Μύρρα ), или Смирна (грч. Σμύρνα ), је у грчкој митологији била кћерка и жена Тејанта или Кинире, краља Кипра. Њена мајка је била Кенхреида или Оритија.

## Митологија
Постоји неколико верзија приче о овој хероини. Према једној, она или њена мајка није указивала дужне почасти богињи Афродити, због чега ју је ова казнила тако што је у њој распламсала љубав према сопственом оцу. Дадиља јој је помогла и она је дванаест ноћи делила постељу са својим оцем, а да је он није препознао. Када је напокон схватио са ким је водио љубав, хтео је да је убије, али је она замолила богове да је спасу и они су то и учинили претворивши је у дрво мирту.
Према другој причи, прелепа Мирна је имала много просилаца, али није желела никог од њих, пошто је била заљубљена у свог оца. Поверила се дадиљи која јој је помогла. Она је испричала краљу да девојка из богате куће жели његову љубав, а Мирну је маскирала и довела је у очеву постељу. Када је Мирна затруднела, краљ је пожелео да сазна ко је девојка која ће му родити дете и упалио је буктињу, те видео сопствену кћерку. Девојка се од страха породила пре времена и родила сина Адониса. Због стида је замолила богове да је склоне од очију свих. Зевс јој је испунио жељу и претворио у мирту.
Према једној причи, за ову грешну љубав одговорна је једна од фурија. Девојка је додуше молила богове да је ослободе ове жеље према оцу, а када јој молбу нису испунили, покушала је да се обеси. Међутим, помогла јој је дојкиња, која ју је одвела припитом Кинири, пошто је у току био празник богиње Церере. Када ју је отац после неколико ноћи препознао, девојка је побегла у Сабеју, где су је богови претворили у дрво мирту које „лије сузе“, односно измирну.